# De la liberté des Anciens comparée à celle des Modernes
 (novembre 2008).
Si vous disposez d'ouvrages ou d'articles de référence ou si vous connaissez des sites web de qualité traitant du thème abordé ici, merci de compléter l'article en donnant les références utiles à sa vérifiabilité et en les liant à la section « Notes et références ».
De la liberté des Anciens comparée à celle des Modernes est une analyse écrite en 1819 par Benjamin Constant, intellectuel et homme politique suisse, qui oppose deux conceptions de la liberté, l’une pratiquée par les « Anciens » (principalement, les citoyens de la Grèce antique), et l'autre par les « Modernes », à partir du XVIIIe siècle et des Lumières.

## Liberté chez les Anciens
La liberté au sens des Anciens repose sur un civisme entier et sur une faible séparation entre vie privée et vie publique. Le civisme des Anciens « se composait de la participation active et constante au pouvoir collectif » et consistait à « exercer collectivement, mais directement, plusieurs parties de la souveraineté toute entière » et, sauf à Athènes, ils considéraient que cette vision de la liberté était compatible avec « l’assujettissement complet de l’individu à l’autorité de l’ensemble ».
Ainsi, à cette époque et en dehors du cas particulier d'Athènes, le pouvoir avait droit sur tout et donc sur les mœurs de la société. L’auteur prend l’exemple de Terpandre qui, du temps de Sparte, a été condamné par les Éphores pour avoir ajouté une corde à sa lyre sans les prévenir ; ou encore du principe de l’ostracisme à Athènes montrant que la Cité réglemente tout. C'est pour cela que Constant dénonce la Grèce antique comme incapable de proposer un modèle pour la société bourgeoise moderne, du fait de son ignorance de la légitimité du concept d'indépendance individuelle.
La liberté est donc contradictoire dans la Grèce antique, car la souveraineté dans les affaires publiques coexiste avec l’esclavagisme dans la sphère privée. « Comme citoyen, il décide de la paix et de la guerre ; comme particulier, il est circonscrit, observé, réprimé dans tous ses mouvements. » Benjamin Constant explique ainsi que les anciens n’avaient pas de notion de droits individuels, sauf à Athènes qui par ailleurs, nous dit Constant, « est [de tous les états anciens] celui qui a ressemblé le plus aux modernes » et qu'elle accordait « à ses citoyens infiniment plus de liberté individuelle que Rome et que Sparte ». Ce type de liberté s’explique par la petite taille des cités de l’époque. La rivalité entre les cités fait que les États achètent leur sûreté au prix de la guerre.

## Liberté chez les Modernes
La liberté dans les sociétés modernes consiste en la possibilité de chacun à faire ce que bon lui semble ; il s’agit également d’une protection de la sphère privée, concept absent chez les Anciens. La liberté est donc ancrée dans l'individualisme. Constant résume la définition en écrivant que « le but des modernes est la sécurité dans les jouissances privées ; et ils nomment liberté les garanties accordées par les institutions à ces jouissances », et que « l'indépendance individuelle est le premier besoin des modernes ». La liberté des modernes est « anti-sacrificielle » parce qu'aucune institution ne peut exiger de l'individu qu'il se sacrifie pour elle.
Cette nouvelle forme de liberté est inspirée des révolutions Britanniques du XVIIe siècle, alors que la monarchie parlementaire s'instaurait progressivement au Royaume-Uni. Le partage du pouvoir diminue avec l’accroissement de la taille des États. La guerre a laissé place au commerce. Ils ne sont que deux moyens pour atteindre un même objectif, à savoir de posséder ce que l’on désire. Le commerce est « une tentative pour obtenir de gré à gré ce qu’on n’espère plus conquérir par la violence. » La guerre tout comme le commerce permet d’atteindre un objectif et l’évolution de la société a fait évoluer le moyen sans toucher à la fin. « Le commerce inspire aux hommes un vif amour de l’indépendance individuelle. » Ainsi Athènes, qui était la cité la plus commerçante, était aussi celle qui accordait le plus de liberté individuelle. Il faut néanmoins modérer cette idée avec pour preuve la pratique de l’ostracisme, symbole du pouvoir de la collectivité sur l'individu.
Les erreurs de la Révolution française seraient le résultat de l'application à la liberté moderne de principes politiques valables chez les Anciens. Benjamin Constant critique ainsi l’abbé Mably qui, selon lui, regrette que la loi n’atteigne que les actions et non pas la pensée. Il explique l’admiration de l’auteur pour Sparte. Il critique de même la pensée de Jean-Jacques Rousseau, qui prône un dévouement du citoyen à l’État, qui aboutirait ultimement pour Constant à ce que ce dernier exige de l'individu son sacrifice.

## Conclusions
Constant tire de sa réflexion un certain nombre de principes politiques :
- L’indépendance individuelle est le premier des besoins modernes.

- Il ne faut jamais sacrifier la liberté individuelle pour obtenir la liberté politique.

- La primauté du collectif dans cités anciennes, gênant la liberté individuelle, n'est pas admissible dans les sociétés modernes.

- Les individus ont des droits que la société doit respecter.

- Il ne faut pas vouloir revenir en arrière. « Puisque nous sommes dans les temps modernes, je veux la liberté convenable aux temps modernes. La liberté politique en est la garantie ; la liberté politique est par conséquent indispensable. »

- Le système politique doit être celui de la représentation. Chaque homme vote pour que ses intérêts soient défendus. Il ne parle pas d’intérêt général.

Puisque la liberté antique n’est pas la même que la liberté moderne, il s’ensuit qu’elles sont respectivement menacées de dangers différents. Le danger de la liberté antique repose sur une aliénation de l’individu, que la collectivité écrase l’individu. Mais le danger qui guette la liberté moderne est, comme le suggère Tocqueville, que l’individu soit trop absorbé par la poursuite de ses intérêts individuels et renonce à ses droits de partage du pouvoir politique (mettant ainsi en danger sa liberté individuelle, puisque c'est le pouvoir politique qui en assure la sauvegarde et la protection).
Il conclut son discours en expliquant la nécessité d’apprendre à combiner ces deux types de liberté.